# 안화 (대장화)
안화(安和, 917년 ~ 920년)는 대장화(大長和) 숙문제(肅文帝) 정인민(鄭仁旻)의 네번째 연호이다.

## 연대 대조표
| 안화       | 원년       | 2년        | 3년        | 4년        |
| 서기(西紀) | 917년      | 918년      | 919년      | 920년      |
| 간지(干支) | 정축(丁丑) | 무인(戊寅) | 기묘(己卯) | 경진(庚辰) |

## 동시대 연호
| 이전 연호 천서경성(天瑞景星) | 중국의 연호 대장화(大長和) | 다음 연호 정우(貞祐) |